# Lamasquère
 Lamasquère  es una población y comuna francesa, en la región de Mediodía-Pirineos, departamento de Alto Garona, en el distrito de Muret y cantón de Saint-Lys.

## Demografía
| 280 | 309 | 426 | 588 | 715 | 873 |
| Para los censos de 1962 a 1999 la población legal corresponde a la población sin duplicidades (Fuente: INSEE [Consultar]) |     |     |     |     |     |